# St. Ulrich (Eresing)

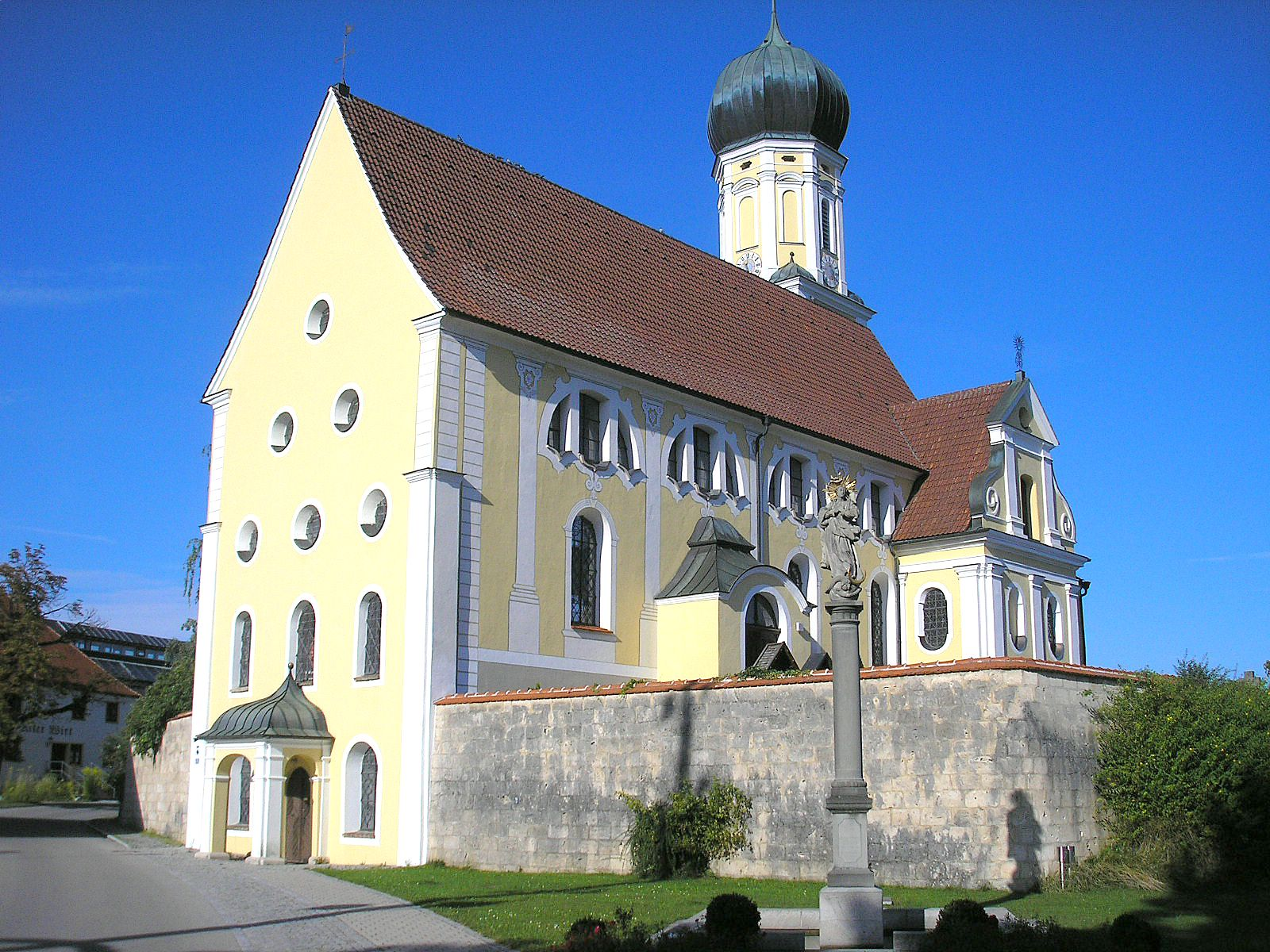
Gesamtansicht von Südwesten

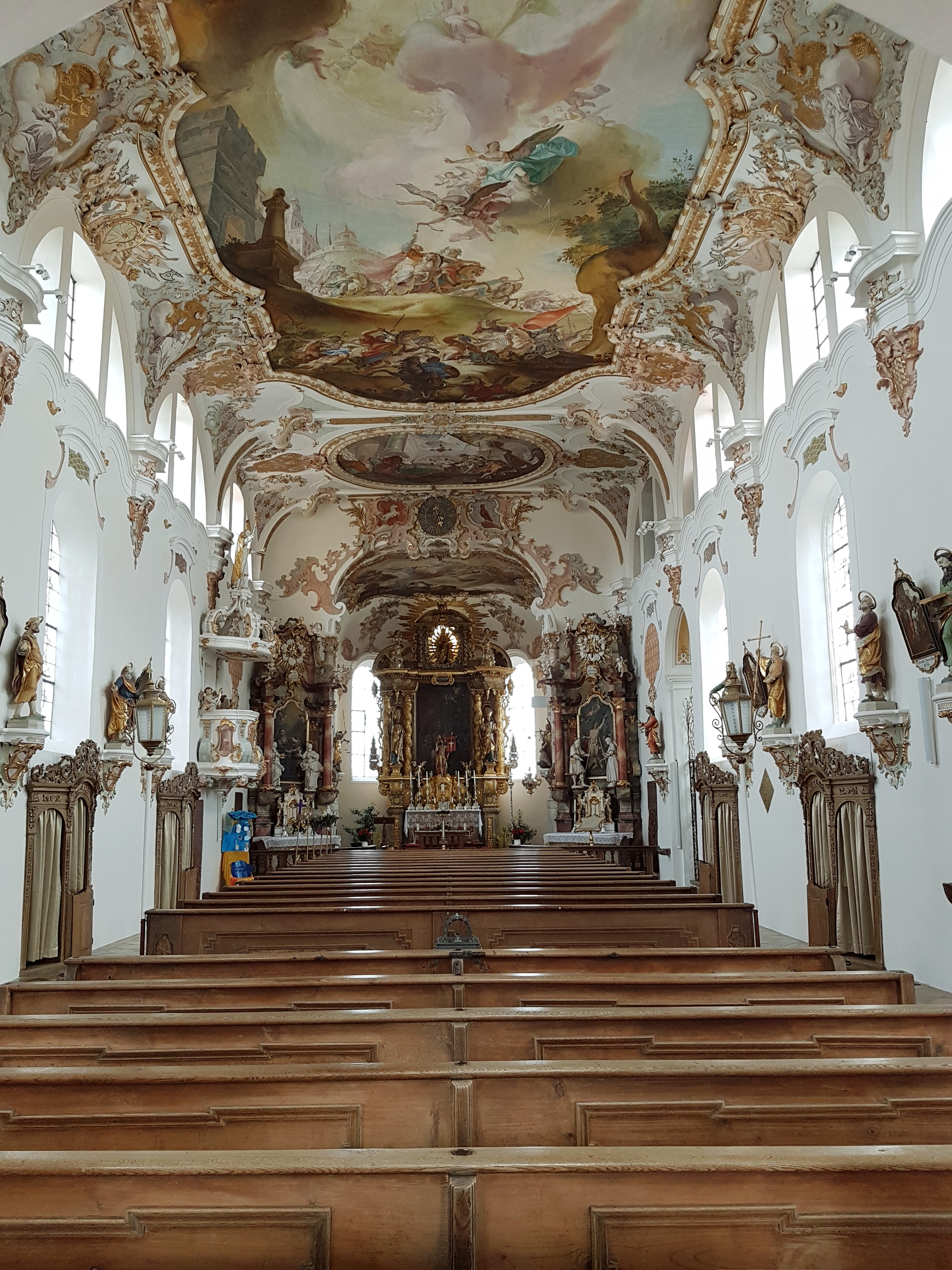
Innenraum

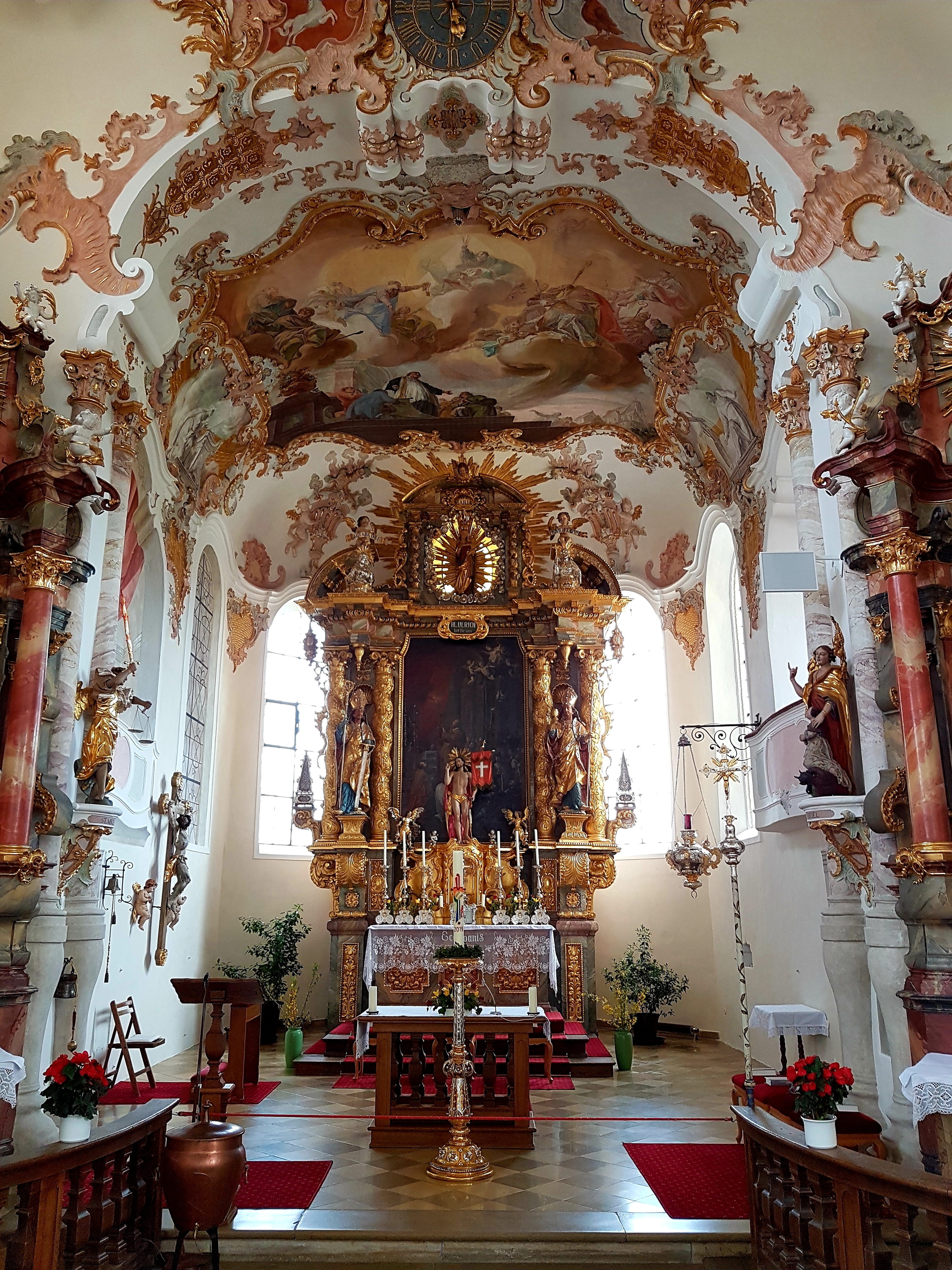
Chor mit Hochaltar

Die katholische Pfarrkirche St. Ulrich bildet zusammen mit dem Pfarrhof und einer Mariensäule ein historisches Ensemble im Ortszentrum von Eresing im Landkreis Landsberg am Lech in Oberbayern. Das stattliche Gotteshaus wurde Mitte des 18. Jahrhunderts unter der Leitung Dominikus Zimmermanns umgebaut und in reichen Rokokoformen ausgestattet.
St. Ulrich gehört zur katholischen Pfarreiengemeinschaft Geltendorf im Dekanat Landsberg der Diözese Augsburg.

## Geschichte
Der Sakralbau liegt inmitten des Friedhofs mit seiner hohen, unverputzten mittelalterlichen Tuffsteinmauer. Von einer spätgotischen Kirche haben sich noch die Chorwände mit einem Bogenfries aus Kleeblattformen und die fünf unteren Geschosse des Turms erhalten. Auf der Südseite trägt ein Werkstein die Inschrift „1488“.
Das Langhaus mit der südlichen Kapelle entstand ab 1618. 1718 schuf Joseph Schmuzer den Turmaufsatz mit der regionaltypischen Zwiebelhaube. Um 1756/57 wurde die Kirche umfassend umgebaut und renoviert. Nach Plänen des Landsbergers Dominikus Zimmermann erhöhte man die Langhauswände und fügte die für den Baumeister so charakteristischen dreigeteilten Fenster ein.
Während der Außenbau sich trotz der reichen, bei der letzten Renovierung wiederhergestellten Farbfassung nur wenig von den benachbarten größeren Dorfkirchen unterscheidet, überrascht das Innere durch seine ungewöhnlich qualitätvolle und kostbare Ausstattung. Zimmermann schuf hier in Zusammenarbeit mit dem Landsberger Stuckator Nicolaus Schütz und dem Freskanten Franz Martin Kuen aus Weißenhorn einen regelrechten geistlichen Festsaal.
Die steinreichen Böden der Umgebung boten den Landwirten nur relativ schlechte Anbaubedingungen. Die ungewöhnlich kostbare Ausstattung dieses „sakralen Bauernschlosses“ wurde durch die tatkräftige Unterstützung der Hofmarksherren und des Gemeindepfarrers ermöglicht. Die Hauptlasten trugen allerdings die Bauern der Gemeinde, die sich hier wie in zahlreichen anderen Orten des bayerisch-schwäbischen Oberlandes einen außergewöhnlichen kulturellen Dorfmittelpunkt errichteten und bis heute erhalten.
1862 wurde die Ausstattung der Kirche durch den Verkauf der originalen Apostelfiguren des Langhauses empfindlich beeinträchtigt. Seitdem stehen die Skulpturen (Lorenz Luidl, Landsberg) nur schwer erkennbar hoch in der Kuppel der Wallfahrtskirche Maria Birnbaum (Sielenbach). 1939 ersetzte man die als Ersatz angeschafften künstlerisch wertlosen Figuren des 19. Jahrhunderts durch barocke Statuen aus der Kartause Buxheim bei Memmingen. Diese Bildwerke sind jedoch eher handwerkliche Arbeiten dieser Epoche, die zudem zu klein für die originalen Konsolen der Apostelreihe sind.
Die Pfarrkirche wurde 1969 und von 1970 bis 1975 umfassend saniert. Von 2015 bis 2018 wurde sie nochmals aufwendig renoviert. Der benachbarte Pfarrhof mit seinen beiden Bodenerkern konnte 1990 wiederhergestellt werden.

## Beschreibung

### Außenbau

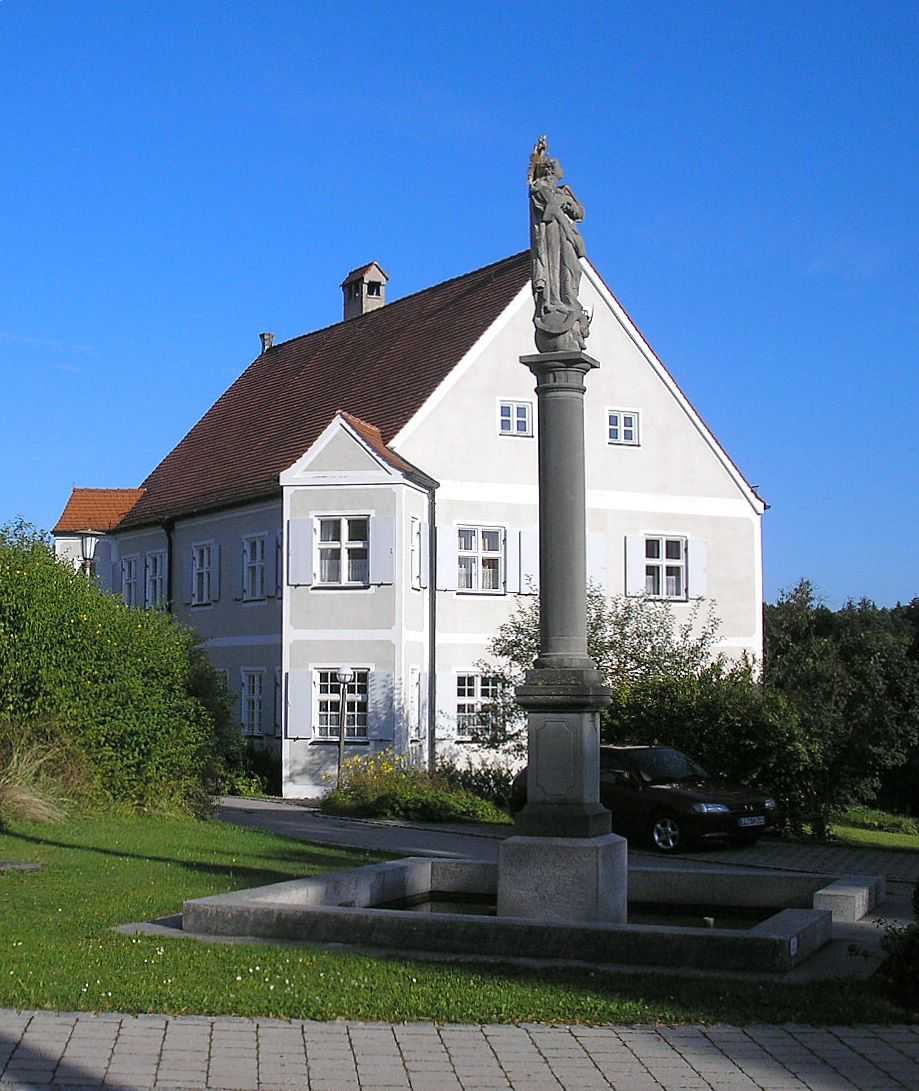
Die barocke Mariensäule und das Pfarrhaus

Die ummauerte Kirche, das Pfarrhaus und die Mariensäule bilden zusammen eines der bedeutendsten historischen Ensembles im Landsberger Land. Die erhöhte Lage des Gotteshauses ermöglichte die Anlage einer Unterkapelle im Westen.
Die hohe Westfassade springt etwas über die Tuffsteinmauer des Friedhofs aus. Eine offene Vorhalle schützt das Portal der Unterkapelle, das von zwei Rundbogenfenstern flankiert wird. Darüber durchbrechen drei weitere rundbogige Fensteröffnungen den Mauerverband. Oben belichten sechs kreisrunde Fenster die Orgelempore bzw. den Dachboden.
Der Außenbau der Kirche wurde gelb gestrichen. Die Gliederung besteht aus aufgemalten weißen Pilastern, Lisenen und Rahmen. Über den Rundbogenfenstern des Langhauses sind dreiteilige Oberfenster angeordnet. Im Südosten springt die barocke Gnadenkapelle in den Kirchhof aus. Der Volutengiebel der Kapelle setzt auf der Höhe der Oberfenster des Langhauses an und wird von kräftigen Pilastern gestützt.
Der Chor ist eingezogen, also schmäler als das Langhaus. Auf die spätgotische Entstehung dieses Bauteils verweist der erhaltene Kleeblattbogenfries. Im nördlichen Chorwinkel steigt der quadratische Turmunterbau empor. Den achteckigen Aufsatz mit Pilastergliederung und Segmentbogenverdachungen bekrönt eine schiefergedeckte Zwiebelhaube. Im Turm hängen vier Kirchenglocken mit den Schlagtönen  d' - f' - g' - b'. Sie wurden 1946 bis 1950 von der Glockengießerei Hamm-Hofweber in Regensburg gegossen. Wegen eines Sprungs wurde die große Glocke (d') 1970 von der Glockengießerei Rudolf Perner in Passau neu gegossen.

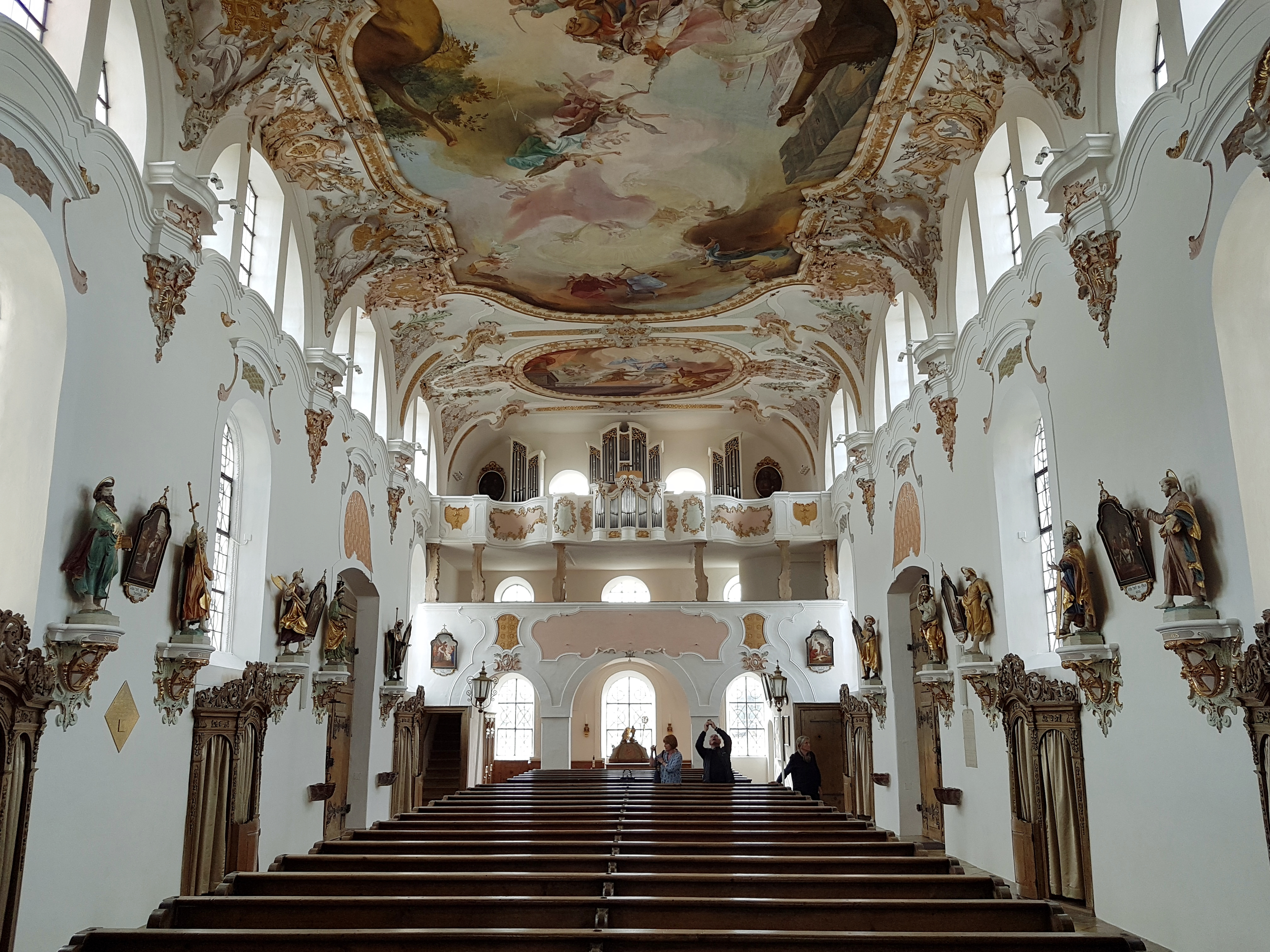
Innenraum nach Westen

### Innenraum

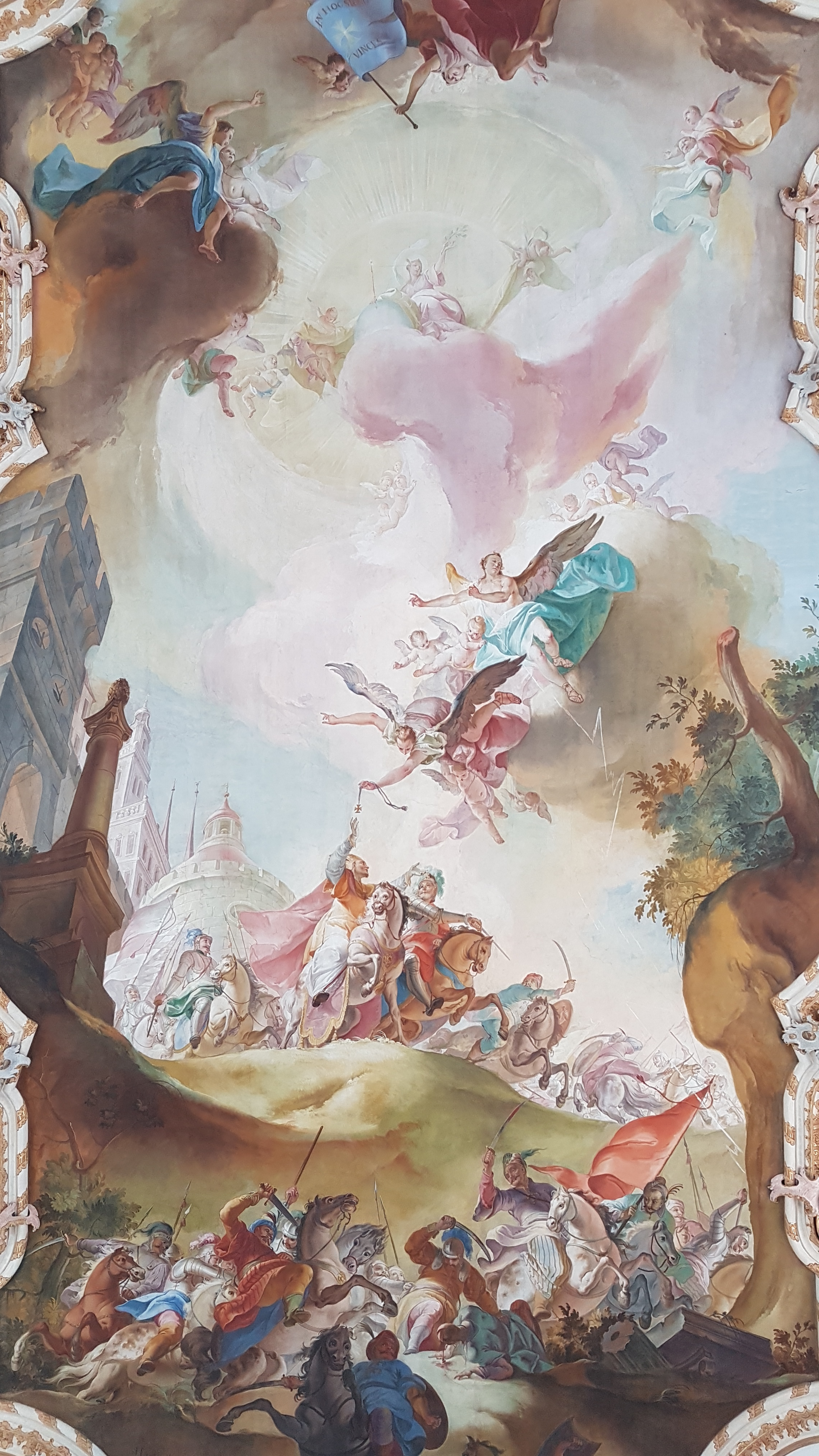
Das große Hauptfresko im Langhaus (Schlacht auf dem Lechfeld)

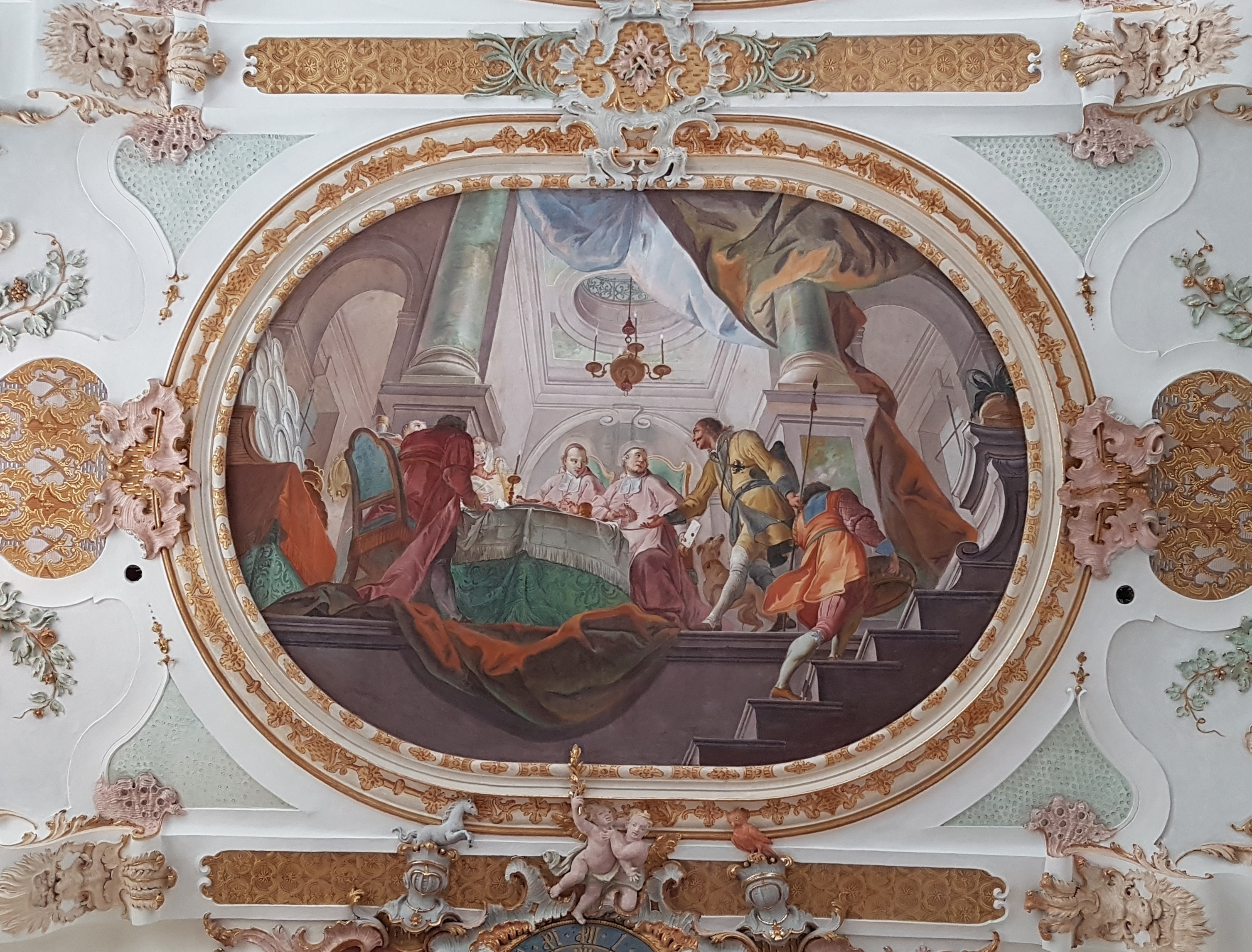
Das „Fischwunder“ östlich des Hauptfreskos

Der geräumige Saalbau des Langhauses erinnert an einen profanen Festsaal des 18. Jahrhunderts. Die Flachdecke mit Gurtbögen ruht auf Gebälkstücken. Nach Westen schließt eine Doppelempore den Raum ab.
Der kräftige Rocaillestuck von Nicolaus Schütz, dem langjährigen Mitarbeiter Zimmermanns, umrahmt das große Hauptfresko Franz Martin Kuens und zwei weitere ovale Deckenbilder. Die beiden kleineren Gemälde illustrieren Episoden aus dem Leben des Kirchenpatrons St. Ulrich. Im Osten erkennt man das Fischwunder, im Westen die Überreichung des Skapuliers an den hl. Simon Stock, dem Generalprior des Karmelitenordens.
Das große Hauptfresko zeigt die Schlacht auf dem Lechfeld. Kaiser Otto reitet zusammen mit Bischof Ulrich ins Kampfgetümmel auf der Ebene vor der Stadt Augsburg. Ein Engel überreicht dem Heiligen ein Kreuz. Der gesamte Ostteil der Komposition ist der Darstellung des Himmels vorbehalten. Die göttliche Vorsehung thront von hellem Licht und Engeln umgeben auf einer Wolke. Ganz im Osten schwenkt ein Engel eine blaue Fahne mit der Aufschrift IN HOC SIGNO VINCES (In diesem Zeichen wirst du siegen).
In den Langhauskartuschen sind in vier Medaillons die Kardinaltugenden dargestellt. Die Grisaillemalereien Kuens zeigen die Klugheit, die Gerechtigkeit, die Tapferkeit und die Tugend des Maßhaltens.
Das Chorfresko entstand bereits 1756. Kuen zeigt hier den hl. Ulrich als Fürbitter der Gemeinde. Am Boden fleht der Pfarrer und Bauherr Franz Joseph Zwinck zusammen mit Gemeindemitgliedern um Gnade und Verschonung. Die Gottesmutter wehrt das göttliche Strafgericht mit dem Skapulier ab. Seit 1653 bestand eine Skapulierbruderschaft in Eresing.
Die Stuckaturen erinnern besonders am Chorbogen an die Wieskirche, dem Hauptwerk Zimmermanns. Die über dem Durchgang eingelassene Uhr ist als Zeichen der irdischen Vergänglichkeit zu verstehen. Seitlich sind die Wappen des Hofmarksherren Felix Christian Clemens Füll von Windach und seiner Gemahlin Maria Theresia Anna von Herwarth ausgearbeitet.

### Ausstattung
Den viersäuligen Hochaltar schuf der Bernbeurer Kistler (Schreiner) Jörg Pfeiffer (1687). Das Altarblatt eines unbekannten Meisters schildert das sogenannte Wandlungswunder des hl. Ulrich. Seitlich stehen die Skulpturen der hll. Bischöfe Konrad und Narzissus (Lorenz Luidl). Im Auszug (Oberteil) des Altars steht eine spätgotische Muttergottes, die vielleicht noch aus der mittelalterlichen Kirche stammt.

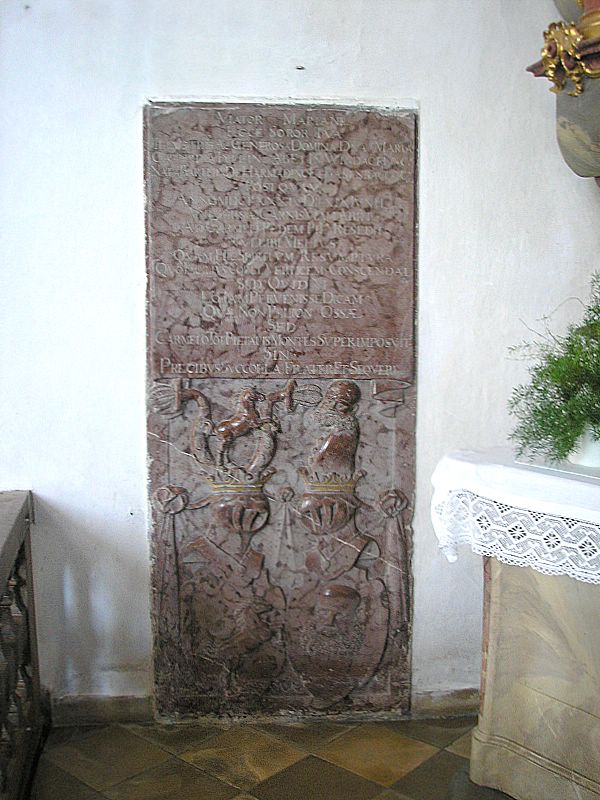
Wappengrabstein vor dem nördlichen Seitenaltar

Die beiden Seitenaltäre entstanden zwischen 1763 und 1766 in der Werkstatt des Johann Weigl aus dem nahen Windach. Die Altarblätter (Franz Seraph Kirzinger) zeigen im Norden die hl. Anna, im Süden den hl. Sebastian als Pestpatron. Die Gemälde werden jeweils von zwei weiß gefassten (bemalten) Holzskulpturen des Landsberger Meisters Johann Chrysostomus Leuthner flankiert. Neben der hl. Anna stehen die hll. Dorothea und Barbara. Den hl. Sebastian begleiten die Heiligen Rochus und Franz Xaver.

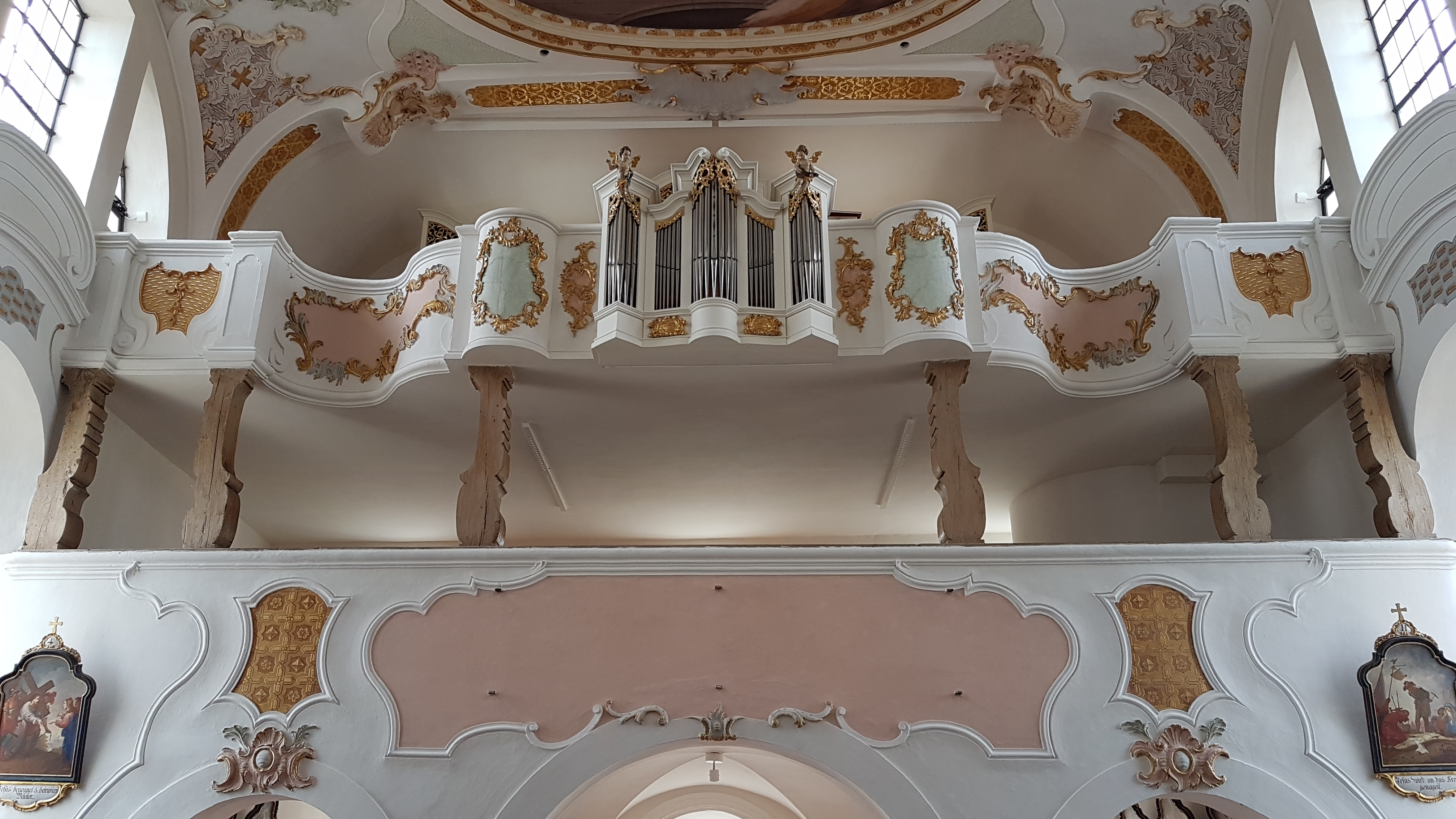
Doppelempore mit Orgel

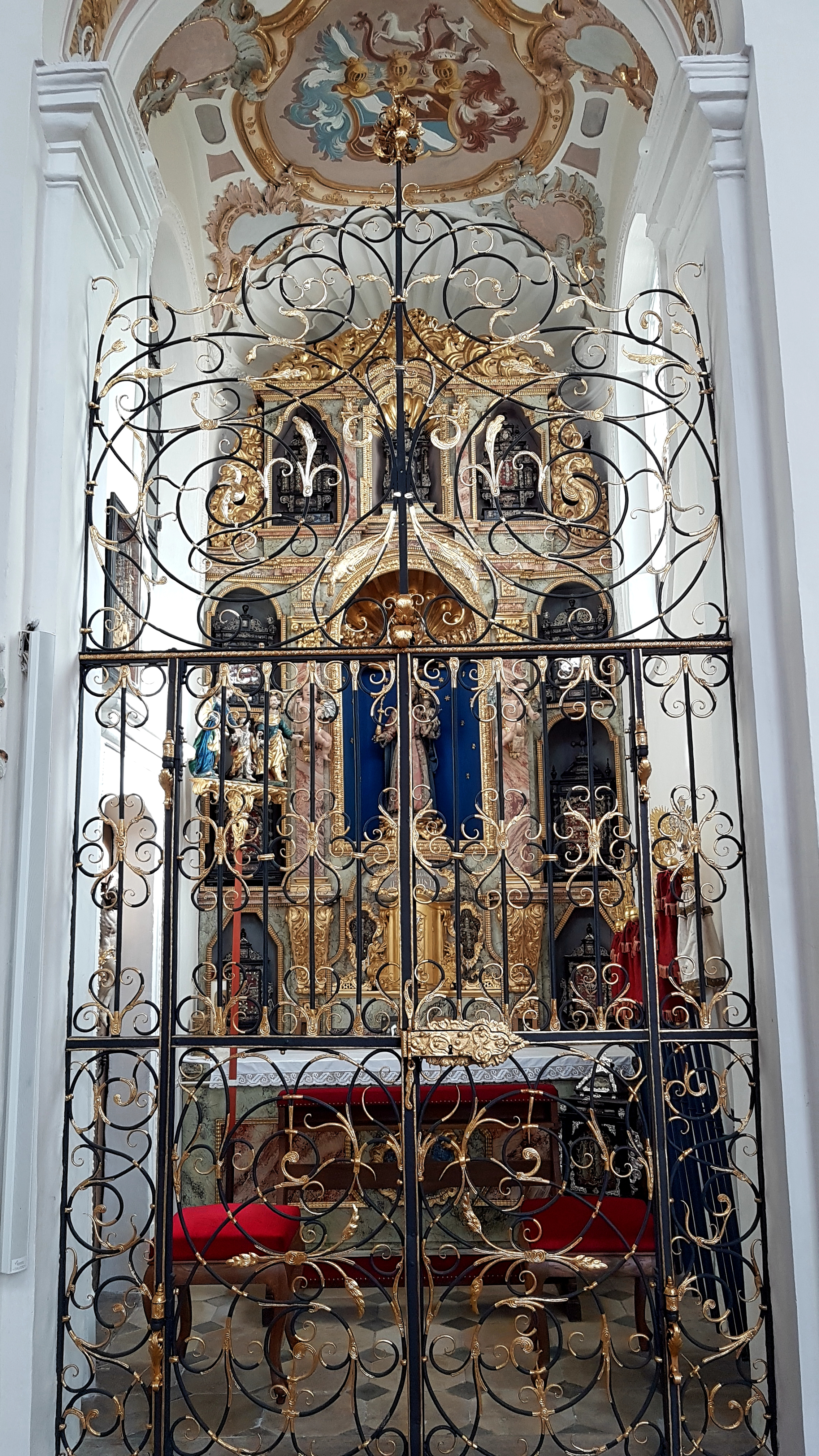
Bruderschaftskapelle

Die weiß gefasste Kanzel (um 1758) trägt am Korb Darstellungen der drei göttlichen Tugenden Glaube, Hoffnung und Liebe. Auf dem Schalldeckel steht eine ältere Figur des hl. Ulrich (Lorenz Luidl).
Der Kreuzweg ist eine Kopie des Kreuzwegs von Januarius Zick in der Basilika St. Ulrich und Afra zu Augsburg (Jakob Huwyler II., 1911). Einige Grabsteine des 16. bis 18. Jahrhunderts zeigen die Wappen der Hofmarksherren.
1970 erbaute die Firma Schmid aus Kaufbeuren eine neue Orgel mit 16 Registern, verteilt auf zwei Manualen und Pedal, unter Verwendung des historischen Gehäuses des Rückpositivs von Johann Georg Hörterich aus dem Jahr 1758.

### Seitenkapelle
Die südliche Bruderschaftskapelle genannte Kapelle wurde ab 1618 für die Eresinger Heiligtümer errichtet. Der vergoldete Altar (1694) enthält zahlreiche gefasste Reliquien, darunter eine Heilig-Blut-Reliquie, ein Kreuzpartikel sowie Gebeine der hl. Ulrich und des Papstes Pontianus. Gegen das Langhaus wird die Kapelle durch ein reiches Gitter aus dem 17. Jahrhundert abgeschlossen.

### Unterkirche
Die Unterkirche (Kreuzkapelle) war besonders im 18. Jahrhundert ein viel besuchter Andachtsort. Der 1738 umgebaute Raum mit seinen kräftigen zwei Säulen ist auch von der Oberkirche aus zugänglich. Der eigentliche Haupteingang öffnet sich zur Straße. Ein spätgotisches „gnadenvolles Kruzifix“ zog ehemals zahlreiche Wallfahrer an. Rings um das ehemalige Gnadenbild sind die Leidensstationen Christi dargestellt.